# Cecilia Suyat Marshall
Cecilia "Cissy" Suyat Marshall (Pu'unene, 20 de julho de 1928 - 22 de novembro de 2022) foi uma ativista dos Direitos civis e uma historiadora do Havaí, e possui ascendência filipina. Sua vida é apresentada no Museu Nacional da História e Cultura Afro-Americana, administrado pelo Smithsonian, e ela teve suas experiências na luta pelos direitos civis documentada pela Biblioteca do Congresso. Nas décadas de 1940 e 1950, ela trabalhou como uma taquigrafa e secretária para a NAACP em Washington e foi casada com Thurgood Marshall, o primeiro afro-americano a ser um Juiz Associado da Suprema Corte dos Estados Unidos (1967-1991), de 1955 até a morte dele em 1993.

## Biografia
Cecilia "Cissy" Suyat nasceu em Pu'unene, na ilha de Maui no Havaí em 20 de julho de 1928. Os pais dela emigraram das Filipinas em 1910. O pai dela era dono de uma companhia de impressão e a mãe morreu quando ela era jovem. Ela foi criada no Havaí com muitos irmãos.
Suyat se mudou para Nova Iorque para viver com os tios maternos, aconselhada por seu pai, antes de começar a trabalhar para a NAACP em Washington D.C.. Em sua primeira tarefa, ela participou de um piquete contra o filme O Nascimento de uma Nação em um cinema local, que terminou deixando de exibir o filme. Suyat fez aulas noturnas na Universidade Columbia para se tornar uma taquígrafa e, eventualmente, se tornou a secretária particular de Gloster B. Current, o presidente da NAACP, de 1948 até 1955. Ela desempenhou um papel no caso histórico Brown v. Board of Education. Suyat se casou com Thurgood Marshall em 17 de dezembro de 1955, após a esposa anterior de Marshall, Vivien Burey, morrer de câncer de pulmão em fevereiro do mesmo ano. Na época, ela estava com 27 anos e ele com 47. Roy Wilkins, o então secretário da NAACP, presidiu a cerimônia na St. Philip’s Episcopal Church em Harlem, Nova Iorque. Entre as personalidades que já visitaram o apartamento deles em Nova Iorque se incluem Martin Luther King Jr. e Rosa Parks.
Suyat e Marshall são os pais de John W. Marshall, um ex-Secretário de Segurança Pública da Virgínia e ex-presidente do Serviço de Delegados dos Estados Unidos e Thurgood Marshall Jr.. Juan Williams reportou que Suyat trabalhou intensivamente nos últimos anos de Marshall para evitar que as suas "explosões de frustração com a [Suprema] corte conservadora e com o que restou do movimento dos direitos civis" chegassem ao público, com medo de que estas fossem gerar algum tipo de constrangimento a ele.